# 이기주 (1883년)
이기주(李起鑄, 1883년 4월 8일 ~ ?)는 일제강점기의 관료이다.

## 생애
충청남도 직산군 출신으로, 대한제국 말기에 한성부의 경성학당에서 일본어를 배웠다. 1905년에는 한성사범학교의 임시교원양성과에서 3개월 과정을 이수하였다.
학교를 졸업하고 공립충주보통학교 부교원으로 임용되어 교직에서 이력을 시작하였다. 약 3년 동안 교사로 근무하다가 판임관 3등이던 1908년에 퇴직하고 보성전문학교 야학과에 들어갔다.
한일 병합 조약이 체결된 뒤인 1912년부터 경기도 장관관방에서 도서기로 근무하기 시작하였다. 경기도청 장관관방과 제1부에서 재직하던 중, 1920년 6월에 경기도 김포군 군수로 발탁되어 총독부 군수가 되었다. 김포군에 이어 안성군 군수를 역임하였다.
경기도 도서기이던 1912년에 일본 정부로부터 한국병합기념장을 받았으며, 안성군수이던 1924년을 기준으로 정7위에 서위되어 있었다. 1924년 12월에 안성군수를 끝으로 휴직한 뒤 관직에 복귀하지 못했다.
2008년 민족문제연구소가 발표한 친일인명사전 수록예정자 명단 중 관료 부문에 포함되었다.

## 참고자료
- 이기주(李起鑄) - 국사편찬위원회